# Lukas Kreitmeier
Lukas Kreitmeier (* 18. Dezember 1996) ist ein österreichischer Ruderer. Er gewann die Bronzemedaille bei den Europameisterschaften 2020 im Leichtgewichts-Doppelvierer.

## Karriere
2017 gewann er zusammen mit Vinzent Wiener, Julian Kiralyhidi und Umberto Bertagnoli die Bronzemedaille im Leichtgewichts-Vierer ohne bei den U23-Europameisterschaften hinter den Booten aus Deutschland und der Ukraine. 2018 ging er in Linz/Ottensheim beim zweiten Ruder-Weltcup der Saison mit Levi Weber, Severin Erlmoser und Sebastian Kabas im Leichtgewichts-Doppelvierer an den Start. Mit 34/100 Rückstand auf die Crew aus Norwegen belegten sie den vierten Platz. Im September startete er auch im Leichtgewichts-Doppelvierer bei den U23-Europameisterschaften. Zusammen mit Umberto Bertagnoli, Levi Weber und Sebastian Kabas gewann er die Bronzemedaille hinter den Booten aus Deutschland und Tschechien. Ein Jahr später startete er wieder beim zweiten Weltcup der Saison 2019, der dieses Mal in Posen ausgetragen wurde. Im Leichtgewichts-Einer konnte er das C-Finale gewinnen und erreichte damit am Ende den 13. Platz. Im November startete er mit Michael Saller im Doppelzweier bei der Coastal-WM in Hongkong. Von 41 Booten qualifizierten sie sich für das Finale der besten 16 Boote. Im Finale konnten sie dann den siebten Platz erreichen.
Bei den Europameisterschaften 2020 startete er dann wieder im österreichischen Leichtgewichts-Doppelvierer. Mit Alexander Maderner, Sebastian Kabas und Philipp Kellner gewann er die Bronzemedaille hinter den Booten aus Italien und Deutschland.

## Internationale Erfolge
- 2017: Bronzemedaille U23-Europameisterschaften im Leichtgewichts-Vierer ohne Steuermann
- 2018: Bronzemedaille U23-Europameisterschaften im Leichtgewichts-Doppelvierer
- 2020: Bronzemedaille Europameisterschaften im Leichtgewichts-Doppelvierer